# Accordo Giappone-Corea dell'aprile 1905
L'accordo Giappone-Corea dell'aprile 1905 fu stipulato tra l'Impero del Giappone e l'Impero coreano nel 1905. I negoziati si conclusero il 1º aprile 1905.

## Disposizioni dell'accordo
Questo accordo trasferisce al Giappone la responsabilità dei servizi postali, telegrafici e telefonici della Corea.
Il preambolo dell'accordo affermava che l'inviato straordinario e ministro plenipotenziario di Sua Maestà l'Imperatore del Giappone e il ministro di Stato per gli affari esteri di Sua Maestà l'Imperatore della Corea erano "rispettivamente debitamente autorizzati" a negoziare e a concordare il linguaggio specifico dell'accordo. L'accordo prevedeva:
- Articolo 1 - Il Governo imperiale di Corea trasferirà e assegnerà il controllo e l'amministrazione dei servizi postali, telegrafici e telefonici in Corea (ad eccezione del servizio telefonico di esclusiva pertinenza del Dipartimento della Casa Imperiale) al Governo imperiale giapponese.
- Articolo 2 - I terreni, gli edifici, gli arredi, gli strumenti, le macchine e tutte le altre attrezzature connesse con il sistema di comunicazioni già istituito dal Governo Imperiale di Corea, saranno trasferiti, in virtù del presente accordo, al controllo del Governo Imperiale Giapponese. Le autorità dei due Paesi, agendo congiuntamente, faranno un inventario dei terreni, dei fabbricati e di tutti gli altri requisiti menzionati nel paragrafo precedente, che servirà come prova in futuro.
- Articolo 3 - Quando il governo giapponese riterrà necessario estendere il sistema di comunicazione in Corea, potrà appropriarsi di terreni ed edifici appartenenti allo Stato o a privati, i primi senza compenso e i secondi con un adeguato indennizzo.
- Articolo 4 - Per quanto riguarda il controllo del servizio di comunicazione e la custodia delle proprietà ad esso collegate, il Governo giapponese si assume, per proprio conto, la responsabilità di una buona amministrazione. Le spese necessarie per l'estensione dei servizi di comunicazione saranno sostenute anche dal Governo imperiale del Giappone. Il Governo imperiale del Giappone notificherà ufficialmente al Governo imperiale della Corea le condizioni finanziarie del sistema di comunicazione sotto il suo controllo.
- Articolo 5 - Tutti gli apparecchi e i materiali ritenuti necessari dal governo imperiale del Giappone per il controllo o l'estensione del sistema di comunicazione saranno esenti da ogni dazio e imposta.
- Articolo 6 - Il governo imperiale della Corea sarà libero di mantenere l'attuale Consiglio di comunicazione, nella misura in cui tale mantenimento non interferisca con il controllo e l'estensione dei servizi da parte del governo giapponese. Il governo giapponese, nel controllare ed estendere i servizi, assumerà il maggior numero possibile di funzionari e dipendenti coreani.
- Articolo 7 - Per quanto riguarda gli accordi precedentemente stipulati dal governo coreano con i governi delle potenze straniere in merito ai servizi postali, telegrafici e telefonici, il governo giapponese eserciterà, a nome della Corea, i diritti ed eseguirà gli obblighi ad essi relativi...
- Articolo 8 - Le varie convenzioni e accordi relativi ai servizi di comunicazione finora esistenti tra i governi del Giappone e della Corea sono naturalmente aboliti o modificati dal presente accordo.
- Articolo 9 - Quando in futuro, come risultato dello sviluppo generale del sistema di comunicazione in Corea, si otterrà un profitto adeguato rispetto alle spese sostenute dal Governo giapponese per il controllo e la manutenzione dei vecchi servizi e per i loro ampliamenti e miglioramenti, il Governo giapponese consegnerà al Governo coreano una percentuale adeguata di tale profitto.
- Articolo 10 - Quando in futuro ci sarà un'ampia eccedenza nelle finanze del governo coreano, il controllo dei loro servizi di comunicazione potrà essere restituito, come risultato della consultazione dei due governi, al governo della Corea.

— Hayashi Gonsuke, Inviato Straordinario e Ministro Plenipotenziario (datato 1º giorno del 4º mese del 38º anno di Meiji)
— Yi Ha-yeong, Ministro degli Affari Esteri (datato 1º giorno del 4º mese del 9º anno di Gwangmu)

## Rescissione dell'accordo
I coreani tentarono più volte di far invalidare le conseguenze indesiderate dell'accordo, presentando alla comunità internazionale prove del fatto che esso era stato imposto coercitivamente. Per esempio:
- nel 1905 l'imperatore Gojong scrisse personalmente ai capi di Stato dei paesi che avevano stipulato trattati con la Corea; il governo coreano presentò appelli formali e inviò comunicazioni formali[6], ma questi gesti diplomatici furono inutili;
- nel 1907, in quello che a volte viene chiamato "l'affare degli emissari segreti dell'Aia", gli emissari coreani cercarono senza successo di ottenere assistenza internazionale alle Convenzione dell'Aia del 1907[7];
- nel 1921 i rappresentanti coreani tentarono di ottenere un'udienza alla Conferenza navale di Washington del 1921[8], ma gli sforzi risultarono inefficaci.

Questo accordo è stato confermato come "già nullo" dal trattato di normalizzazione dei rapporti tra Corea del Sud e Giappone concluso nel 1965. Nel 2010 il Giappone ha sostenuto che il punto di riferimento cronologico per "già nullo" fosse il 15 agosto 1948, quando fu istituito il governo della Repubblica di Corea. Questo punto di vista è contestato dall'analisi coreana, che interpreta il trattato del 1965 come il riconoscimento della nullità di tutti i trattati e gli accordi nippo-coreani dal 1904 in poi.